# Ivan Goldschmidt
Ivan Goldschmidt (Brussel, 29 december 1958) is een Belgisch-Brussels filmregisseur van fictie en reclamefilms, filmmonteur, filmproducent, theaterregisseur, beeldhouwer en kunstschilder.
Hij studeerde af aan het Brusselse INSAS in 1984.  Zijn eerste kortfilm "Ketchup" (2000) in een co-regie met Manu Coeman kreeg enkele nominaties en prijzen op internationale filmfestivals.  Voor het Franse Canal+ regisseerde hij de succesvolle televisieserie François le célibataire et ses amis formidables (2004).  In 2010 volgde de kortfilm Na Wéwé dewelke bij de 83ste Oscaruitreiking genomineerd werd voor de Academy Award Beste Korte speelfilm. Voor zijn theaterproducties ontving hij in 2001 de Prix Kiosque. Bij zijn bekendste reclamespots horen de spots voor Kriek Belle-Vue met het duo Serge Larivière (Jos) en Thierry de Coster (Jef) en de Carrefour-reclamespots.
Hij coachte vroeger ook acteurs in het improvisatietheater (Belgische Improvisatie Liga).
1. ↑  (en) The 83rd Academy Awards | 2011. Oscars.org | Academy of Motion Picture Arts and Sciences. Geraadpleegd op 3 mei 2022.